# Utrecht op het Regio Songfestival
Utrecht is een Nederlandse provincie en kan hierdoor deelnemen aan het Regio Songfestival.
De provincie neemt al deel aan het festival sinds de start ervan in 2023 en heeft sindsdien aan alle edities deelgenomen. De Utrechtse inzending wordt steeds intern gekozen.

## Geschiedenis
In 2023 werd het eerste Regio Songfestival georganiseerd. Utrecht werd als gastprovincie gekozen door de centrale ligging van de provincie in Nederland. RTV Utrecht koos nadien provinciehoofdstad Utrecht als gaststad. De eerste deelnemer voor Utrecht werd Melanie Ryan, met het liedje Achterom. Ze werd uit 27 kandidaten gekozen door een professionele jury. In Utrecht begon het niet zo goed. De eerste provincies hadden slechts lagere punten over voor Ryan, maar dit veranderde nadat Limburg de volle 12 punten uitdeelde aan Utrecht, meteen daarna gevolgd door het maximum uit Rijnmond. Uiteindelijk eindigde Melanie Ryan in de middenmoot.
In 2024 werd het Regio Songfestival in Limburg georganiseerd. Thijs Swinkels werd intern gekozen als Utrechtse kandidaat. Op het festival kwam Utrecht als eerste aan de beurt. De jury's plaatsten Swinkels' lied Wanneer zie ik je weer? met een achtste plaats in de middenmoot. Bij de televoters eindigde Utrecht echter laatste waardoor de provincie nog wegzakte tot de elfde plaats.

## Utrechtse deelnames
| Jaar | Artiest        | Lied                    | Plaats | Punten | Taal       |
| ---- | -------------- | ----------------------- | ------ | ------ | ---------- |
| 2023 | Melanie Ryan   | Achterom                | 7      | 102    | Nederlands |
| 2024 | Thijs Swinkels | Wanneer zie ik je weer? | 11     | 78     | Nederlands |
| 2025 |                |                         |        |        |            |

| Kleur | Betekenis      |
| ----- | -------------- |
|       | Eerste plaats  |
|       | Tweede plaats  |
|       | Derde plaats   |
|       | Laatste plaats |
|       | Gastprovincie  |

## Twaalf punten
(Een vetgedrukte editie betekent dat die regio die editie won.)
| Aantal | Land       | Edities |
| ------ | ---------- | ------- |
| 1      | Gelderland | 2024    |
| 1      | Limburg    | 2023    |

| Aantal | Land     | Edities |
| ------ | -------- | ------- |
| 1      | Limburg  | 2023    |
| 1      | Rijnmond | 2023    |

## Festivals in Utrecht
| Jaar | Plaats  | Zaal            | Presentatoren                                          |
| ---- | ------- | --------------- | ------------------------------------------------------ |
| 2023 | Utrecht | Stadsschouwburg | Riks Ozinga, Stefania Liberakakis en Bernadette Keizer |

Drenthe · Flevoland · Friesland · Gelderland · Groningen · Limburg · Noord-Brabant · Noord-Holland · Overijssel · Rijnmond · Utrecht · West · Zeeland